# Lorrenzo Manzin
Lorrenzo Manzin (ur. 26 lipca 1994 w Saint-Denis) – francuski kolarz szosowy pochodzący z Reunionu.

## Najważniejsze osiągnięcia
2012
- 1. miejsce w Boucles de Trélon
- 1. miejsce na 3. etapie Tour de La Réunion

2013
- 1. miejsce w Grand Prix de Cherves
- 1. miejsce w Tour de La Réunion
  - 1. miejsce na prologu (TTT) i 6. etapie (ITT)

2014
- 1. miejsce w Boucles Catalan
- 1. miejsce na 2. etapie Boucle de l'Artois
- 1. miejsce na 2. etapie Tour de l'Eure-et-Loire
- 2. miejsce w SportBreizh
  - 1. miejsce na 2. etapie

2015
- 1. miejsce w La Roue Tourangelle

2016
- 5. miejsce w Grand Prix de Denain
- 9. miejsce w Trofeo Playa

2017
- 3. miejsce w Grand Prix de la Somme

2018
- 1. miejsce na 4. etapie Tour du Limousin
- 3. miejsce w La Poly Normande
- 2. miejsce w Paryż-Troyes

2019
- 2. miejsce w La Tropicale Amissa Bongo
  - 1. miejsce na 4. i 7. etapie
- 1. miejsce w Tour de Bretagne
- 1. miejsce w Grand Prix de la Somme

2020
- 1. miejsce na 7. etapie La Tropicale Amissa Bongo

2021
- 1. miejsce w Gran Premio Valencia

2022
- 1. miejsce na 5. etapie Tour Poitou-Charentes en Nouvelle-Aquitaine

2023
- 3. miejsce w Cholet-Pays de la Loire

## Rankingi
| Rok             | 2014 | 2015 | 2016 | 2017 | 2018 | 2019 | 2020  | 2021 | 2022 | 2023 | 2024  |
| --------------- | ---- | ---- | ---- | ---- | ---- | ---- | ----- | ---- | ---- | ---- | ----- |
| UCI World Tour  |      | -    | 228. | 282. | -    |      |       |      |      |      |       |
| World Ranking   |      |      | 461. | 514. | 203. | 245. | 1171. | 356. | 262. | 725. | 1893. |
| UCI Europe Tour | 593. |      | 274. | 394. | 75.  | 201. | 907.  | 298. | 213. | -    | -     |
|                 |      |      |      |      |      |      |       |      |      |      |       |
| Źródło: UCI     |      |      |      |      |      |      |       |      |      |      |       |